# Marianów (powiat warszawski zachodni)
Marianów – wieś w Polsce położona w województwie mazowieckim, w powiecie warszawskim zachodnim, w gminie Leszno. Ma status sołectwa. Leży  tuż przy granicy Kampinoskiego Parku Narodowego.
W nocy 3/4 września 1944 wydzielony oddział kawalerii z Grupy AK „Kampinos” dokonał udanego wypadu na kwaterujące w Marianowie dwie kompanie z Brygady Szturmowej SS RONA. Za cenę niewielkich strat własnych polscy ułani całkowicie rozbili przeciwnika, zdobywając przy tym sporo broni i wojskowego oporządzenia. Było to jedno z największych zwycięstw Grupy „Kampinos”.
W latach 1975–1998 miejscowość należała administracyjnie do województwa warszawskiego.